# 無脳症
無脳症（むのうしょう、英語: Anencephaly（アネンスファリ））とは神経学的奇形症の一つで、大脳半球は通常、欠損して全くないか、または小塊に縮小している。胎児や乳児などにこの症状が現れた場合無脳児（むのうじ）とも言い、その他神経管欠損症（しんけいかんけっそんしょう）、頭蓋骨の欠損を含めて無頭蓋症（むとうがいしょう）、ともいう。

## 概要

### 原因
原因については詳しく解明されていない。しかし、人種によって発現の頻度に差があり遺伝的要因が関係すると考えられているほか、母体の栄養状態など多因的であることがわかっている。
妊娠の26日以前に神経管前部の閉塞などがおこり、胎児の神経管の発達が阻害されることで発現するとされている。

### 症状
胎児の神経管から脳や脊髄が形成されることが阻害されることにより、脳の一部あるいは大部分が欠如する。大脳のほか、生命の維持に重要な役割を担う脳幹の発達も障害され、欠如する例が多い。そのため、発症した胎児の75%は死産となり、出産した場合も生後1週間以上生存することは難しいが、まれに1年以上生存しているケースも存在する。
延髄の下半分があれば嚥下や啼泣がみられ、音刺激、痛覚に反応を示す。原始反射は存在しており、腱反射は亢進している。
無脳児でも胎齢4か月までは大脳のある程度の発育が見られることが研究によって判明しており、5か月あたりから大脳、小脳部分が退化していくことが報告されている。
頭頂部の頭蓋骨やこれをおおう皮膚の一部または全部が欠損して脳が露出する場合もあるほか、眼球の突出や欠落、口唇口蓋裂なども併せて起こることがある。露出した神経は薄い膜で覆われており、頭髪や皮膚に繋がっている。
頻度は国によって異なるが、アメリカでの発現率は、出産1000人あたり1人、日本では10000人に対して10人である。

### 診断
妊娠4か月以降であれば、胎児の超音波診断で出生前診断が可能となる。また、羊水または母体の血清から血清蛋白Α-フェトプロテイン (AFP) が検出される。

### 治療・予防
治療法については、発見されていない。
予防については、多因性があることと、遺伝子研究がその段階に至っていないことから、確実なものは発見されていない。日本では、ビタミンBの一種である葉酸の摂取がその発症のリスクを低減するとして、厚生労働省が勧告している。

## 中絶
死亡率が高く、治療する術もないため、医師も人工中絶を強く推奨している。これに関して、ダウン症の出生前診断や、安楽死同様に倫理学的・法的・社会的議論の対象となっている。

## 臓器提供に関する議論
生命倫理学や医療現場ではこの無脳児の臓器を、臓器移植を必要とする乳児、幼児のための医療資源として用いてはどうかという議論が行われている。
日本では、名古屋大学医学部附属病院で、在胎36週、体重2,600グラムの無脳児（性別記載なし）が出生、家族から腎提供の承諾を得たうえで、腎臓を取り出し8歳の女児に移植した事例がある。このときのレシピエントは、拒絶反応で移植後61日目には再透析となり、77日目には全く移植腎が機能しなくなり、移植腎を摘出した。腎臓が上手く生着しなかった原因について、医師団は「ドナーとしての質が悪く、組織適合性も不良だったため」と総括した。